# Европско првенство у хокеју на леду
Европско првенство у хокеју на леду (фр. Championnat d'Europe de hockey sur glace; енгл. Ice Hockey European Championships) представљало је такмичење између сениорских европских репрезентација за титулу континенталног првака Европе у хокеју на леду, и одржавало се под покровитељством Међународне хокејашке федерације (ИИХФ). Као засебна такмичења европска првенства одржавала су се у периоду између 1910. и 1927, односно посебна такмичења су одржана и 1929. и 1932. Након 1927. титулу европског првака добијала је најбоље пласирана европска селекција која је учествовала на такмичењима светских првенстава.
Од укупно одржаних 66 такмичења за титулу европских првака, најуспешнија је била селекција Совјетског Савеза са чак 27 златних медаља (од укупно 34).

## Засебни резултати европских првенстава
| Година                                                        | Злато                        | Сребро                       | Бронза                       | Домаћин турнира                            |
| ------------------------------------------------------------- | ---------------------------- | ---------------------------- | ---------------------------- | ------------------------------------------ |
| 1910.                                                         | Уједињено Краљевство         | Немачка                      | Белгија                      | Лес Аванс, Швајцарска                      |
| 1911.                                                         | Краљевина Бохемија           | Немачка                      | Белгија                      | Берлин, Немачка                            |
| 1912.                                                         | Поништено због неправилности | Поништено због неправилности | Поништено због неправилности | Праг, Аустроугарска                        |
| 1913.                                                         | Белгија                      | Краљевина Бохемија           | Немачка                      | Минхен, Немачка                            |
| 1914.                                                         | Краљевина Бохемија           | Немачка                      | Белгија                      | Берлин, Немачка                            |
| Такмичења нису одржавана од 1915. до 1920. (Први светски рат) |                              |                              |                              |                                            |
| 1921.                                                         | Шведска                      | Чехословачка                 |                              | Стокхолм, Шведска                          |
| 1922.                                                         | Чехословачка                 | Шведска                      | Швајцарска                   | Санкт Мориц, Швајцарска                    |
| 1923.                                                         | Шведска                      | Француска                    | Чехословачка                 | Антверпен, Белгија                         |
| 1924.                                                         | Француска                    | Шведска                      | Швајцарска                   | Милано, Италија                            |
| 1925.                                                         | Чехословачка                 | Аустрија                     | Швајцарска                   | Штрбске Плесо/Стари Смоковец, Чехословачка |
| 1926.                                                         | Швајцарска                   | Чехословачка                 | Аустрија                     | Давос, Швајцарска                          |
| 1927.                                                         | Аустрија                     | Белгија                      | Немачка                      | Беч, Аустрија                              |
| 1929.                                                         | Чехословачка                 | Пољска                       | Аустрија                     | Будимпешта, Мађарска                       |
| 1932.                                                         | Шведска                      | Аустрија                     | Швајцарска                   | Берлин, Немачка                            |

Напомене:
- Титуле европских првака додељивалсе су се најбоље пласираним европским селекцијама на светским првенствима све до 1991..

## Европски прваци преко светских првенстава
| Година | Злато                | Сребро               | Бронза               |
| ------ | -------------------- | -------------------- | -------------------- |
| 1928.  | Шведска              | Швајцарска           | Уједињено Краљевство |
| 1930.  | Немачка              | Швајцарска           | Аустрија             |
| 1931.  | Аустрија             | Пољска               | Чехословачка         |
| 1933.  | Чехословачка         | Аустрија             | Немачка · Швајцарска |
| 1934.  | Немачка              | Швајцарска           | Чехословачка         |
| 1935.  | Швајцарска           | Уједињено Краљевство | Чехословачка         |
| 1936.  | Уједињено Краљевство | Чехословачка         | Немачка              |
| 1937.  | Велика Британија     | Швајцарска           | Немачка              |
| 1938.  | Велика Британија     | Чехословачка         | Немачка              |
| 1939.  | Швајцарска           | Чехословачка         | Немачка              |
| 1947.  | Чехословачка         | Шведска              | Аустрија             |
| 1948.  | Чехословачка         | Швајцарска           | Шведска              |
| 1949.  | Чехословачка         | Шведска              | Швајцарска           |
| 1950.  | Швајцарска           | Велика Британија     | Шведска              |
| 1951.  | Шведска              | Швајцарска           | Норвешка             |
| 1952.  | Шведска              | Чехословачка         | Швајцарска           |
| 1953.  | Шведска              | Немачка              | Швајцарска           |
| 1954.  | Совјетски Савез      | Шведска              | Чехословачка         |
| 1955.  | Совјетски Савез      | Чехословачка         | Шведска              |
| 1956.  | Совјетски Савез      | Шведска              | Чехословачка         |
| 1957.  | Шведска              | Совјетски Савез      | Чехословачка         |
| 1958.  | Совјетски Савез      | Шведска              | Чехословачка         |
| 1959.  | Совјетски Савез      | Чехословачка         | Шведска              |
| 1960.  | Совјетски Савез      | Чехословачка         | Шведска              |
| 1961.  | Чехословачка         | Совјетски Савез      | Шведска              |
| 1962.  | Шведска              | Финска               | Норвешка             |
| 1963.  | Совјетски Савез      | Шведска              | Чехословачка         |
| 1964.  | Совјетски Савез      | Шведска              | Чехословачка         |
| 1965.  | Совјетски Савез      | Чехословачка         | Шведска              |
| 1966.  | Совјетски Савез      | Чехословачка         | Источна Немачка      |
| 1967.  | Совјетски Савез      | Шведска              | Чехословачка         |
| 1968.  | Совјетски Савез      | Чехословачка         | Шведска              |
| 1969.  | Совјетски Савез      | Шведска              | Чехословачка         |
| 1970.  | Совјетски Савез      | Шведска              | Чехословачка         |
| 1971.  | Чехословачка         | Совјетски Савез      | Шведска              |
| 1972.  | Чехословачка         | Совјетски Савез      | Шведска              |
| 1973.  | Совјетски Савез      | Шведска              | Чехословачка         |
| 1974.  | Совјетски Савез      | Чехословачка         | Шведска              |
| 1975.  | Совјетски Савез      | Чехословачка         | Шведска              |
| 1976.  | Чехословачка         | Шведска              | Совјетски Савез      |
| 1977.  | Чехословачка         | Шведска              | Совјетски Савез      |
| 1978.  | Совјетски Савез      | Чехословачка         | Шведска              |
| 1979.  | Совјетски Савез      | Чехословачка         | Шведска              |
| 1981.  | Совјетски Савез      | Шведска              | Чехословачка         |
| 1982.  | Совјетски Савез      | Чехословачка         | Шведска              |
| 1983.  | Совјетски Савез      | Чехословачка         | Шведска              |
| 1985.  | Совјетски Савез      | Чехословачка         | Финска               |
| 1986.  | Совјетски Савез      | Шведска              | Финска               |
| 1987.  | Совјетски Савез      | Чехословачка         | Финска               |
| 1989.  | Совјетски Савез      | Чехословачка         | Шведска              |
| 1990.  | Шведска              | Совјетски Савез      | Чехословачка         |
| 1991.  | Совјетски Савез      | Шведска              | Финска               |

Notes
- 1972. и 1976. олимпијски турнири су одржани независно од светских првенстава.

## Биланс медаља
| #   | Репрезентација          | Злато | Сребро | Бронза | Укупно |
| 1   | Совјетски Савез         | 27    | 5      | 2      | 34     |
| 2   | Бохемија / Чехословачка | 15    | 21     | 17     | 53     |
|     | Краљевина Бохемија      | 3     | 1      | 0      | 4      |
|     | Чехословачка            | 12    | 20     | 17     | 49     |
| 3.  | Шведска                 | 10    | 19     | 18     | 47     |
| 4.  | Швајцарска              | 4     | 6      | 8      | 18     |
| 5.  | Уједињено Краљевство    | 4     | 2      | 1      | 7      |
| 6.  | Немачка                 | 2     | 4      | 7      | 13     |
| 7.  | Аустрија                | 2     | 3      | 4      | 9      |
| 8.  | Белгија                 | 1     | 1      | 4      | 6      |
| 9.  | Француска               | 1     | 1      | 0      | 2      |
| 10. | Пољска                  | 0     | 2      | 0      | 2      |
| 11. | Финска                  | 0     | 1      | 4      | 5      |
| 12. | Норвешка                | 0     | 0      | 2      | 2      |
| 13. | Источна Немачка         | 0     | 0      | 1      | 1      |